# (32374) 2000 QK169
2000 QK169 (asteroide 32374) é um asteroide da cintura principal. Possui uma excentricidade de 0.03727940 e uma inclinação de 5.82519º.
Este asteroide foi descoberto no dia 31 de agosto de 2000 por LINEAR em Socorro.